# Tiers-Ordre carmélite
Pour les articles homonymes, voir Carmélite (homonymie).
Le Tiers-Ordre carmélite ou Tiers-Ordre carmélitain rassemble des laïcs souhaitant vivre dans leur vie quotidienne la spiritualité du Carmel. Il s'est développé à partir de 1452 sous le généralat du bienheureux Jean Soreth. Ce tiers-ordre est partagé en deux branches :
- le tiers-ordre de la Bienheureuse Vierge Marie du Mont Carmel pour les laïcs dépendant de la branche originelle du Carmel (les Grands Carmes) ;
- l'ordre des Carmes déchaux séculier pour les laïcs dépendant de la branche réformée par Thérèse d'Avila (ordre des Carmes déchaux).

## Histoire

### Les prémices du Tiers-Ordre
Rapidement après le retour en Europe des membres de l'ordre du Carmel, au cours du XIIe siècle, des laïques, qui n'avaient pas prononcé de vœux, ont commencé à se rapprocher des carmes (de façon plus ou moins importante). Il y a des preuves d’existences de confréries de Notre-Dame du Mont-Carmel à Toulouse en 1273, et d'une Compagnie de Sainte Marie du Carmel à Bologne en 1280, mais la nature exacte de ces communautés est incertaine du fait du manque de documents. Un document de la fin du XVIIe siècle présentant La règle et le statut du Tiers-Ordre de Notre-Dame du Mont-Carmel, indique la présence de membre du Tiers-Ordre Carmélite en 1286 (Anne et Jeanne, les filles du comte de Tholose [Toulouse]).
Par la suite, nous retrouvons fréquemment des références à ces fraternités dans les guildes de commerce qui avaient leur siège dans les églises de l'Ordre du Carmel (les carmes leur servant d'aumôniers), comme les maîtres-boulangers, aubergistes et pâtissiers de Nîmes, ainsi que les barbiers et chirurgiens. Ceux-ci étaient également en lien avec les dominicains ou les orfèvres à Avignon. Les bienfaiteurs de l'ordre recevaient des lettres des fraternités carmélitaines avec des privilèges et le droit de participer aux bonnes œuvres des frères.
D'autres, sous le nom de bizzoche ou servites, portaient l'habit et observaient la règle du carmel, par exemple, M. Phicola nostra Pinzochera à Florence en 1308. D'autres personnes encore, sont devenues recluses dans les bâtiments accolés à des églises carmes, et ont fait profession sous la forme : (la) « Ego frater N. a Spiritu Sancto ad anachoreticam vitam vocatus offero me, coram Deo, Patri et Filio et Spiritui Sancto, et promitto me in servitio Dei secundum Scripturam sacram Novi et Veteris Testamenti more anchoreticae vitae usque ad mortem permansurum. » (Moi, frère N. par l'Esprit Saint, appelé pour me proposer à la vie d'anachorète, devant Dieu, le Père, et au Fils et au Saint-Esprit, et m'engage au service de Dieu, selon les Saintes Écritures du Nouveau et de l'Ancien Testament pour une vie d'ermite, jusqu'à ma mort.). Parmi les tertiaires du Carmel souvent cités dans ces prémices, nous pouvons mentionner le Bienheureux Louis Morbioli de Bologne.

### La création du Tiers-Ordre

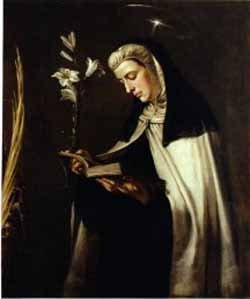
Jeanne de Toulouse la première membre du Tiers-Ordre béatifiée.

L'érection canonique du Tiers-Ordre date du milieu du XVe siècle, quand les communautés de béguines de Gueldre ont été rattachées à l'ordre par le bienheureux Jean Soreth (alors général des Carmes), par la bulle papale Cum Nulla du 7 octobre 1452 (par le pape Innocent IV). Ce texte accorde aux supérieurs de l'ordre du carmel la possibilité (déjà existante chez les ermites de saint Augustin et les dominicains) d'établir canoniquement des couvents de « vierges, veuves et les béguines servites ». Ces premières règles de vie s'adressant aux membres du Tiers-Ordre concernent uniquement des communautés de femmes (les béates), ce n'est qu'à partir du XVIIe siècle que les règles de vie seront réellement mixtes.
Saint Nuno Álvares Pereira avait également participé à l'élaboration des travaux du Tiers-Ordre carmélite. La règle de ce nouvel ordre a été complétée en 1476 par la bulle Mare magnum privilegiorum du pape Sixte IV, puis par ses successeurs.
Plus tard, le carme Miguel de la Fuente élargit en 1615 les communautés carmélitaines du Tiers-ordre aux hommes et aux couples.
Son livre, "La règle et le mode de vie des hommes et des femmes tertiaires de Notre-Dame du Mont Carmel" édité à Tolède en 1615 joue un grand rôle dans le développement du charisme du Tiers-Ordre carmélite. Chaque tertiaire est invité à prononcer le vœu de chasteté selon son état de vie. Cette approche a ensuite été étendue à tout l'Ordre du Carmel en 1637, sous la direction du général (de l'ordre) Teodoro Straccio,.
En 1678, la règle du Tiers-Ordre est revue par le général de l'ordre, Ferdinand Tartaglia. Cette nouvelle version reste en vigueur jusqu'en 1923. La règle est revue en 1923 et en 1928 avant une dernière révision en 1948 où elle est approuvée par le Saint-Siège.

## Composition du Tiers-Ordre

### Organisation
Il existe deux tiers-ordres carmélitains : 
- celui des Grands carmes (de l'ancienne observance) et qui a conservé son nom : Le Tiers-Ordre de la Bienheureuse Vierge Marie du Mont Carmel ;
- et celui des Carmes Déchaussés appelé ordre des Carmes déchaux séculier (OCDS), officiellement Ordo Carmelitarum Discalceatorum Saecularis est anciennement connu sous le nom de Tiers-Ordre de la Sainte-Vierge du Mont Carmel et de sainte Thérèse de Jésus.

Les laïcs du Carmel dépendent des frères de l'ordre du Carmel en communion avec les sœurs cloîtrées de l'ordre.

### Les congrégations religieuses rattachées au Tiers-Ordre carmélite
Il existe différentes congrégations religieuses rattachées au tiers-ordre des Grands Carmes ou des Carmes déchaux. Ces religieux consacrés ne font pas partie du premier ou second ordre (carmes ou carmélites), mais sont des membres du tiers-ordre :
- La Famille Missionnaire Donum Dei, affiliée  aux Grands Carmes, elle est composée des Travailleuses Missionnaires de l'Immaculée de la Sociéte de vie Apostolique et de la Fraternité Donum Dei membres associés.
- les Carmélites de la Charité, fondées en 1826 par sainte Joaquina Vedruna sont rattachées aux carmes déchaussés.
- La congrégation des Carmes de Marie-Immaculée (ou CMI) et la Congrégation de la Mère du Carmel (CMC) toutes deux fondées par Kuriakose Elias Chavara (en 1830 et 1866) sont rattachées aux carmes déchaussés.
- La congrégation du Carmel apostolique fondée par Véronique de la Passion en 1868 (et déployé en Inde).
- Les Sœurs carmélites pour personnes âgées et infirmes, fondées aux États-Unis en 1931 par Marie Angeline Teresa McCrory.

## Personnalités du Tiers-Ordre
- Saint Georges Preca (1880-1962, prêtre), Fondateur de la Société de la Doctrine Chrétienne (MUSEUM). Il est populairement appelé le « Second Apôtre de Malte », après Saint Paul. Il rejoint le tiers ordre carmélitain en 1919.
- Bienheureuse Jeanne de Toulouse (XVe siècle, religieuse). Religieuse cloîtrée avant la fondation des carmélites et du Tiers-ordre. Considérée comme la première Tertiaire de l'Ordre.
- Bienheureuse Josefa Naval Girbés (1820-1893, laïque). Laïque consacrée à Dieu, elle fonde une école de broderie servant de cadre à la formation et l'enseignement des jeunes femmes. Ses colloques du jardin sont un laboratoire d'évangélisation en avance sur de près d'un siècle les textes de Vatican II. Elle mène également une intense activité caritative.
- Bienheureux Georg Häfner (1900-1942, prêtre). Mort martyr à Dachau.
- Vénérable Maria Petyt (1623-1677, laïque) ou Marie de Sainte Thérèse. Mystique flamande, a rédigé une autobiographie empreinte de spiritualité mariale.
- Vénérable Mariangela Virgili (1662-1734, laïque). Mystique italienne, œuvre pour les pauvres et l'éducation des jeunes filles.
- Vénérable Anita Cantieri (1910-1942, laïque).
- Vénérable Marie Angeline Teresa McCrory (1893-1984, religieuse) ou Brigid Teresa McCrory. Religieuse fondatrice des sœurs carmélites pour personnes âgées et infirmes, congrégation de carmélites apostoliques affiliée au Tiers-Ordre carmélite de la branche des Grands carmes.
- Gino Bartali, (1914-2000, laïc), coureur cycliste reconnu juste parmi les nations.